# Anurocampa
Anurocampa is een geslacht van vlinders van de familie tandvlinders (Notodontidae).

## Soorten
- A. albifasciata Schaus, 1921
- A. mingens Herrich-Schäffer, 1854
- A. orousseti Thiaucourt, 1985